# Щербаков, Леонид Иванович
Леонид Иванович Щербаков (12 октября 1936, пос. Банное, Донецкая область — 29 мая 2021) — советский, российский военачальник, генерал-лейтенант (1988); Герой России (1996).

## Биография

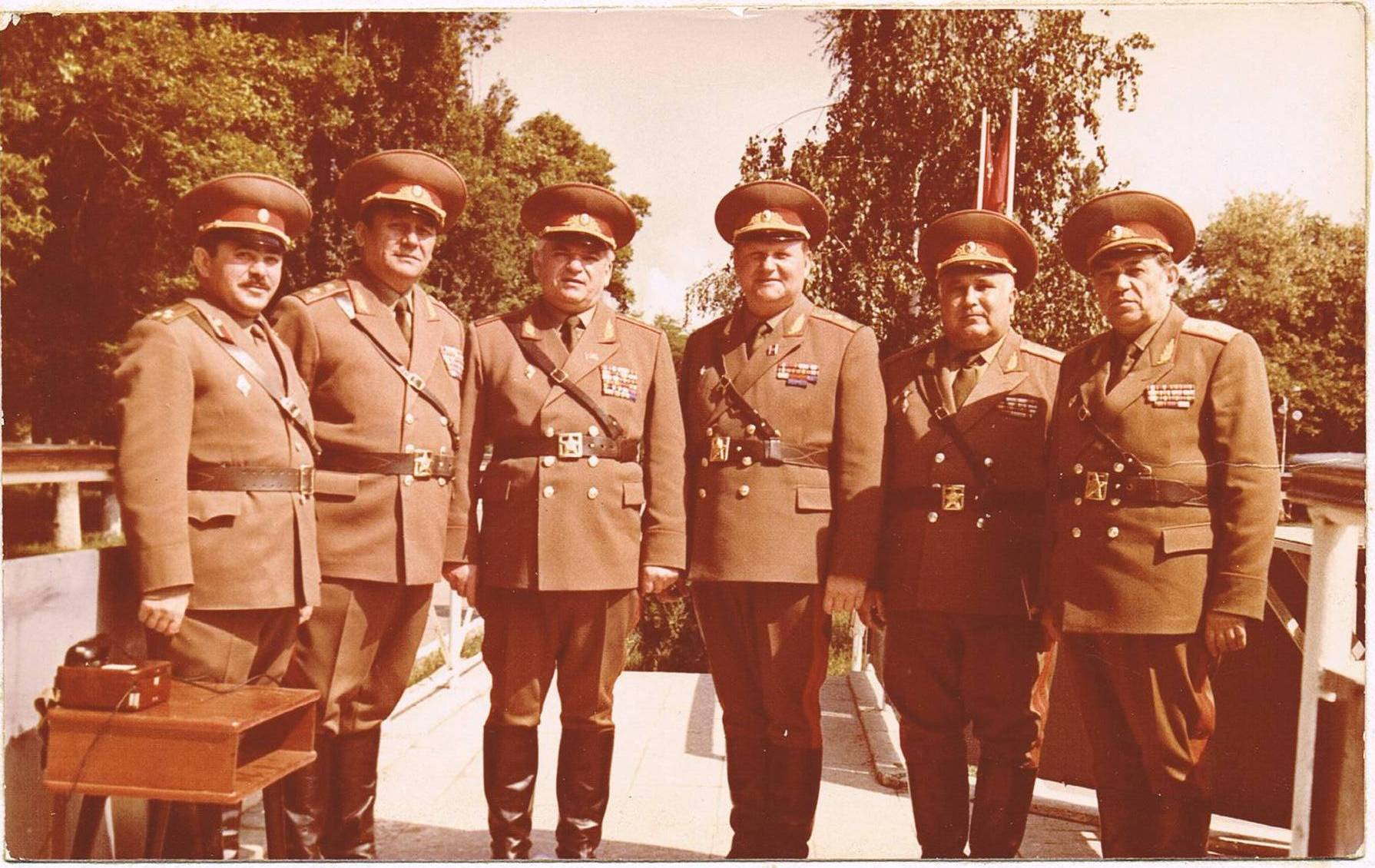
Полковник Захаров Г. Н., генерал-лейтенант Донской Г. М., Командующий войсками СКВО генерал-полковник Шустко Л. С., командир 9-й мсд генерал-майор Дорофеев А. А., заместитель командующего войсками СКВО по вооружению генерал-майор Щербаков Л. И. на проверке 9-й мсд. Майкоп, 1989

### Ранние годы. Служба в армии
Родился в русской семье военнослужащего (отец погиб на фронте в Великую Отечественную войну). В 1941 году был эвакуирован на Урал, с 1943 года воспитывался в детдоме.
В  1954 году поступил в Киевское танкотехническое училище. В 1957 году после окончания училища был направлен в  14-й танковуюй дивизию (Северо-Кавказский военный округ), где проходил службу заместителем командира танковой роты по технической части, а затем заместителем командира разведывательного батальона по технической части.
В 1963 году поступил на инженерно-танковый факультет Военной академии бронетанковых войск. После окончания академии в 1968 году был назначен  инженером-испытателем 38-го НИИ бронетанковой техники (Кубинка, Московская область). Испытывал более 15 образцов бронетанковой техники — советских и зарубежных, в том числе трофейных. Во время испытаний БМД-1 первый раз прыгнул с парашютом. Затем служил в Научно-техническом комитете ВДВ, начальником бронетанковой службы ВДВ. Участвовал в разработке специальных средств десантирования экипажей БМД внутри боевой техники без личных парашютов.

### Подвиг
23 января 1976 года подполковник Леонид Щербаков вместе с майором Александром Маргеловым первыми в мире, рискуя жизнью, без средств спасения, совершили экспериментальное десантирование внутри БМД-1 на парашютно-реактивной системе в комплексе «Реактавр». Представление обоих офицеров к званию Героя Советского Союза не было реализовано.
В 1977 году за достижения в деле повышения боевой готовности ВДВ Л. Щербаков был награждён орденом Красного Знамени.

### На высших должностях
С 1981 года, по окончании Военной академии Генерального штаба Вооружённых Сил СССР имени К. Е. Ворошилова, — заместитель командующего войсками Северо-Кавказского военного округа, с 1983 года — заместитель по вооружению главнокомандующего Группы советских войск в Германии; затем — генерал-инспектор техники и вооружения Главной инспекции Министерства обороны СССР. Организовывал испытания бронетанковой техники в боевых условиях в Афганистане.

### После службы
В мае 1992 года уволен в отставку в звании генерал-лейтенанта.
За мужество и героизм, проявленные при испытании, доводке и освоении специальной техники, указом Президента Российской Федерации от 22 августа 1996 года № 1222 генерал-лейтенанту в отставке Щербакову Леониду Ивановичу присвоено звание Героя Российской Федерации.
Жил и работал в Москве. Работал в «Фонде развития России», с 1997 года — заместителем коммерческого директора ОАО «НИИ Стали». Член правления Российской ассоциации Героев.
Скончался 29 мая 2021 года на 84-м году жизни после тяжёлой и продолжительной болезни. Похоронен с воинскими почестями на Троекуровском кладбище.

## Награды
- Герой Российской Федерации
- Орден Красного Знамени (1977)
- Орден Красной Звезды
- Медаль «В ознаменование 100-летия со дня рождения Владимира Ильича Ленина»
- Медаль «За укрепление боевого содружества»
- Юбилейная медаль «Двадцать лет Победы в Великой Отечественной войне 1941—1945 гг.»
- Юбилейная медаль «300 лет Российскому флоту»
- Медаль «Ветеран Вооружённых Сил СССР»
- Юбилейная медаль «50 лет Вооружённых Сил СССР»
- Юбилейная медаль «60 лет Вооружённых Сил СССР»[4]
- Юбилейная медаль «70 лет Вооружённых Сил СССР»[5]
- Медаль «За безупречную службу» I степени
- Медаль «За безупречную службу» II степени
- Медаль «За безупречную службу» III степени
- Медаль «За ратную доблесть»
- Медали СССР
- Медали РФ